# الألعاب الجامعية الصيفية 2019
عقدت الألعاب الجامعية الصيفية 2019 في نابولي إيطاليا خلال الفترة 3 يوليو وحتى 14 يوليو 2019، وقد كان مقرر أن تعقد في البرازيل قبل انسحابها من استضافة الحدث، بسبب مشاكل مالية.

## المشاركين
| المشاركين من اللجان الأولمبية الوطنية |
| --- |
| - ألبانيا - الجزائر - الأرجنتين - أرمينيا - أستراليا - النمسا - أذربيجان - بنغلاديش - بيلاروس - بلجيكا (41) - برمودا - بوتسوانا - البرازيل - بلغاريا - بوركينا فاسو - بوروندي - الكاميرون - كندا (274) - الرأس الأخضر - جمهورية إفريقيا الوسطى - تشيلي - الصين - جزر القمر - جمهورية الكونغو الديمقراطية - كوستاريكا - ساحل العاج - كرواتيا - قبرص - جمهورية التشيك - الدنمارك - مصر - إستونيا (51) - إسواتيني - إثيوبيا - فنلندا - فرنسا - غامبيا - جورجيا - ألمانيا - غانا - غينيا - هندوراس (2) - هونغ كونغ - المجر - الهند - إندونيسيا (51) - إيران - جزيرة أيرلندا - إسرائيل - اليابان - الأردن - كازاخستان - كينيا - كوريا الجنوبية (207) - كوسوفو (1) - قيرغيزستان - لبنان - ليبيا - ليختنشتاين - لاتفيا - ليتوانيا - لوكسمبورغ - ماكاو - مدغشقر - مالاوي - ماليزيا - مولدوفا - المكسيك - موناكو (1) - منغوليا - الجبل الأسود - المغرب - موزمبيق - نيبال - نيوزيلندا - هولندا - مقدونيا - نيجيريا - كوريا الشمالية - النرويج - عمان - باراغواي - الفلبين - فلسطين - بولندا (117) - البرتغال - رومانيا - روسيا (275) - السعودية - السنغال - سيراليون - سان مارينو - سنغافورة - سلوفاكيا - سلوفينيا - الصومال - جنوب إفريقيا - إسبانيا - صربيا - سريلانكا - السويد - سويسرا - تايبيه الصينية (131) - تايلاند - ترينيداد وتوباغو - تركيا - تركمانستان (19) - أوغندا - أوكرانيا - الإمارات العربية المتحدة - بريطانيا العظمى - الولايات المتحدة (371) - الأوروغواي - أوزبكستان - فيتنام (0) - جزر العذراء - زامبيا - زيمبابوي - إيطاليا (301) (المضيف) |

## الميداليات

### جدول الميداليات
*   البلد المضيف ( إيطاليا)
| المرتبة | فريق                   | ذهبية | فضية | برونزية | المجموع |
| ------- | ---------------------- | ----- | ---- | ------- | ------- |
| 1       | اليابان (JPN)          | 33    | 21   | 28      | 82      |
| 2       | روسيا (RUS)            | 22    | 24   | 36      | 82      |
| 3       | الصين (CHN)            | 22    | 13   | 8       | 43      |
| 4       | الولايات المتحدة (USA) | 21    | 17   | 15      | 53      |
| 5       | كوريا الجنوبية (KOR)   | 17    | 17   | 16      | 50      |
| 6       | إيطاليا (ITA)*         | 15    | 13   | 16      | 44      |
| 7       | تايبيه الصينية (TPE)   | 9     | 13   | 10      | 32      |
| 8       | المكسيك (MEX)          | 8     | 7    | 6       | 21      |
| 9       | إيران (IRI)            | 7     | 3    | 7       | 17      |
| 10      | جنوب إفريقيا (RSA)     | 6     | 8    | 4       | 18      |
| 11      | أوكرانيا (UKR)         | 6     | 7    | 7       | 20      |
| 12      | أستراليا (AUS)         | 6     | 5    | 6       | 17      |
| 13      | البرازيل (BRA)         | 5     | 3    | 9       | 17      |
| 14      | تركيا (TUR)            | 4     | 5    | 5       | 14      |
| 15      | بولندا (POL)           | 4     | 2    | 9       | 15      |
| 16      | فرنسا (FRA)            | 3     | 9    | 11      | 23      |
| 17      | بريطانيا العظمى (GBR)  | 3     | 3    | 4       | 10      |
| 18      | أذربيجان (AZE)         | 2     | 3    | 2       | 7       |
| 19      | أوزبكستان (UZB)        | 2     | 2    | 4       | 8       |
| 20      | جمهورية التشيك (CZE)   | 2     | 2    | 3       | 7       |
| 21      | فنلندا (FIN)           | 2     | 2    | 1       | 5       |
| 22      | سويسرا (SUI)           | 2     | 1    | 1       | 4       |
| 23      | مولدوفا (MDA)          | 2     | 0    | 2       | 4       |
| 24      | ألمانيا (GER)          | 1     | 9    | 8       | 18      |
| 25      | كازاخستان (KAZ)        | 1     | 5    | 1       | 7       |
| 26      | بيلاروس (BLR)          | 1     | 3    | 1       | 5       |
| 27      | النمسا (AUT)           | 1     | 2    | 0       | 3       |
| 28      | كندا (CAN)             | 1     | 1    | 4       | 6       |
| 29      | الهند (IND)            | 1     | 1    | 2       | 4       |
| 29      | سلوفاكيا (SVK)         | 1     | 1    | 2       | 4       |
| 29      | ليتوانيا (LTU)         | 1     | 1    | 2       | 4       |
| 32      | المغرب (MAR)           | 1     | 1    | 1       | 3       |
| 33      | تايلاند (THA)          | 1     | 0    | 4       | 5       |
| 34      | المجر (HUN)            | 1     | 0    | 2       | 3       |
| 35      | أرمينيا (ARM)          | 1     | 0    | 1       | 2       |
| 35      | إستونيا (EST)          | 1     | 0    | 1       | 2       |
| 35      | قبرص (CYP)             | 1     | 0    | 1       | 2       |
| 35      | كوريا الشمالية (PRK)   | 1     | 0    | 1       | 2       |
| 35      | نيوزيلندا (NZL)        | 1     | 0    | 1       | 2       |
| 40      | الجزائر (ALG)          | 1     | 0    | 0       | 1       |
| 40      | السويد (SWE)           | 1     | 0    | 0       | 1       |
| 40      | الفلبين (PHI)          | 1     | 0    | 0       | 1       |
| 40      | بلغاريا (BUL)          | 1     | 0    | 0       | 1       |
| 44      | البرتغال (POR)         | 0     | 2    | 2       | 4       |
| 45      | مصر (EGY)              | 0     | 2    | 0       | 2       |
| 46      | رومانيا (ROM)          | 0     | 1    | 3       | 4       |
| 47      | بلجيكا (BEL)           | 0     | 1    | 2       | 3       |
| 47      | هولندا (NED)           | 0     | 1    | 2       | 3       |
| 49      | أوغندا (UGA)           | 0     | 1    | 1       | 2       |
| 49      | النرويج (NOR)          | 0     | 1    | 1       | 2       |
| 49      | جورجيا (GEO)           | 0     | 1    | 1       | 2       |
| 49      | منغوليا (MGL)          | 0     | 1    | 1       | 2       |
| 53      | الأرجنتين (ARG)        | 0     | 1    | 0       | 1       |
| 53      | بوركينا فاسو (BUR)     | 0     | 1    | 0       | 1       |
| 53      | ترينيداد وتوباغو (TTO) | 0     | 1    | 0       | 1       |
| 56      | هونغ كونغ (HKG)        | 0     | 0    | 2       | 2       |
| 57      | إثيوبيا (ETH)          | 0     | 0    | 1       | 1       |
| 57      | إسبانيا (ESP)          | 0     | 0    | 1       | 1       |
| 57      | إسرائيل (ISR)          | 0     | 0    | 1       | 1       |
| 57      | إندونيسيا (INA)        | 0     | 0    | 1       | 1       |
| 57      | الدنمارك (DEN)         | 0     | 0    | 1       | 1       |
| 57      | تشيلي (CHI)            | 0     | 0    | 1       | 1       |
| 57      | جزيرة أيرلندا (IRL)    | 0     | 0    | 1       | 1       |
| 57      | سلوفينيا (SLO)         | 0     | 0    | 1       | 1       |
| 57      | سنغافورة (SGP)         | 0     | 0    | 1       | 1       |
| 57      | كرواتيا (CRO)          | 0     | 0    | 1       | 1       |
| 57      | لاتفيا (LAT)           | 0     | 0    | 1       | 1       |
| 57      | ماليزيا (MAS)          | 0     | 0    | 1       | 1       |
| المجموع | المجموع                | 223   | 218  | 269     | 710     |